# Felix Viktor Birch-Hirschfeld
Felix Viktor Birch-Hirschfeld, född 2 maj 1842 Cluvensieck vid Rendsburg, död 19 november 1899 i Leipzig, var en tysk anatom. Han var bror till Adolf Birch-Hirschfeld.
Birch-Hirschfeld var professor i patologisk anatomi samt föreståndare för patologiska institutet i Leipzig 1885-99. Han författade bland annat Lehrbuch der pathologischen Anatomie (två band, 1876-77, femte upplagan utkom 1896-97).